# Medgyesegyháza vasútállomás
Medgyesegyháza vasútállomás egy Békés vármegyei vasútállomás, Medgyesegyháza településen, a helyi önkormányzat üzemeltetésében. A település központjában helyezkedik el, nem messze onnan, ahol a 4429-es és 4434-es utak közös szakasza keresztezi a vasutat; közúti elérését az előbbiből kiágazó, rövid 44 336-os számú mellékút biztosítja. 2013-2014 között a Szajol–Lőkösháza-vasútvonal felújítása során kibontott használt anyagokból megújultak a peronok és a vasúti pálya.

## Vasútvonalak
Az állomást az alábbi vasútvonalak érintik:
- Kétegyháza–Újszeged-vasútvonal

## Kapcsolódó állomások
A vasútállomáshoz az alábbi állomások vannak a legközelebb:
- Magyarbánhegyes vasútállomás (Kétegyháza–Újszeged-vasútvonal)
- Bánkút megállóhely (Kétegyháza–Újszeged-vasútvonal)

## Forgalom
| Járat        | Útvonal | Gyakoriság          |
| ------------ | --- | ------------------- |
| személyvonat | Békéscsaba – Kétegyháza – Bánkút – Medgyesegyháza – Magyarbánhegyes – Mezőkovácsháza felső – Mezőkovácsháza – Végegyháza – Végegyháza alsó – Belsőkamaráspuszta – Mezőhegyes | 1-2 óránként        |
| személyvonat | Békéscsaba – Kétegyháza – Bánkút – Medgyesegyháza – Magyarbánhegyes – Mezőkovácsháza felső – Mezőkovácsháza – Végegyháza – Végegyháza alsó – Belsőkamaráspuszta – Mezőhegyes – Csanádpalota – Nagylaki Kendergyár – Nagylak – Magyarcsanád – Apátfalva – Makó – Kiszombor megálló – Kiszombor – Deszk – Szőreg – Újszeged                                                      | Napi 2 pár          |
| személyvonat | Medgyesegyháza → Magyarbánhegyes → Mezőkovácsháza felső → Mezőkovácsháza → Végegyháza → Végegyháza alsó → Belsőkamaráspuszta → Mezőhegyes → Pitvaros → Ambrózfalva → Nagyér → Tótkomlós → Kardoskút → Orosháza felső → Orosháza → Orosháza-Üveggyár → Nagyszénás → Kiscsákó → Kisszénás → Csabacsűd → Csabacsűd felső → Sirató → Szarvas → Halászlak → Pusztabánréve → Mezőtúr | Napi 1 Mezőtúr felé |